# Ratataplan
Ratataplan és una pel·lícula italiana del 1979 escrita, dirigida i interpretada per Maurizio Nichetti, fent el seu debut com a director de llargmetratge.
La pel·lícula, poètica i surrealista, que l'autor considera equiparable a una pel·lícula muda, va ser filmat amb mitjans limitats i amb uns costos molt reduïts (només 100 milions de lires); tanmateix va tenir un èxit de públic sensacional i va aconseguir recaptar més de sis mil milions de lires només el 1979. La quasi absència de diàlegs en italià, substituït per una babel de llengües sons o per sons onomatopeics i ambientals purs sobre l'escola de Jacques Tati, van fer gairebé superflu el doblatge de la pel·lícula. També gràcies a això, la pel·lícula es va exportar literalment a tot el món i va tenir una excel·lent resposta del públic d'arreu.
El personatge de Colombo, interpretat per Maurizio Nichetti, és un homenatge obert als còmics clàssics: durant aproximadament un terç de la pel·lícula l'actor porta un frac a l'estil Charlie Chaplin; a més, la seva melancolia impassibilitat davant les desgràcies de la vida li va valer el títol de petit Buster Keaton llombard.
El nom Finlayson donat a la multinacional fictícia és probablement un homenatge a l'actor James Finlayson, una presència recurrent en moltes pel·lícules de Laurel i Hardy.

## Argument
La vida no ofereix gaires satisfaccions a l'enginyer recent graduat Colombo: en una entrevista de treball en la qual es demana als candidats que dibuixin un arbre, ell és l'únic no contractat per l'empresa perquè el seu dibuix, en lloc de ser monocromàtic i esquemàtic com els directius voldrien, és colorit i exuberant. Colombo viu en un palau maltret però animat amb barana; té quatre veïnes: una dona que està perpètuament embarassada, els membres de la cooperativa de teatre "Quelli di Grock", una noia sempre decidida a portar munts de draps, i una escola de dansa destartalada a la qual assisteix una alumna de qui està enamorat, però ella ni el mirarà.
És, a la seva manera, un geni de l'electrònica i l'automatització (ha construït un enginy que li prepara l'esmorzar i li porta al llit, i que li lliura la roba per al dia), però la seva feina és la de cambrer en un quiosc de begudes remot al cim de Montagnetta di San Siro. La propietària és una bruixa grassa i alcohòlica que és l'única clienta i es passa els dies rebent cerveses de Colombo. La rutina s'interromp quan el responsable d'una cimera internacional amb cadira de rodes té un infart: un dels presents a la cimera truca a un bar proper per portar un got d'aigua, però per error marca el número del quiosc.
Colombo es veu havent de córrer per Milà portant el got d'aigua en una safata, que durant el viatge pateix una seqüència d'accidents ridículs: primer l'aboca al casc d'un policia de trànsit, després alguns pintors hi mullen accidentalment els pinzells, s'embruta amb la descàrrega d'un camió, els coloms hi beuen i finalment hi cau un insecte. Un cop arribat al seu destí, el líquid és begut pel cap ara cianòtic, que no sols es recupera, sinó que miraculosament s'aixeca de la seva cadira de rodes rient i saltant. Semblaria, doncs, que la vida de Colombo es troba en un punt d'inflexió: al quiosc una llarga cua de paralítics fa cua per beure el miraculós beuratge, que Colombo prepara reproduint hàbilment sobre el terreny totes les desventures anteriors. Però aleshores el cap compra tot el quiosc amb milions per convertir-lo en un santuari.
La bruixa, que ara s'anuncia com a santa, està entusiasmada amb el projecte mentre Colombo es queda de cop a l'atur. L'enginyer, per arribar a final de mes, s'improvisa com a violinista de la cooperativa teatral que té la seu al seu condomini. La seva vida, però, no millora gaire: l'empresari, estricte i ombrívol, va al pati a reunir els actors i marxa a un espectacle però, en no veure'ls arribar, puja al desordenat apartament on dormen i els desperta amb una trompeta; s'afanyen a rentar els plats, llançant-los d'una part a l'altra de la cuina en una mena d'hilarant cadena de muntatge, i finalment es carreguen malament a la furgoneta.
Colombo, que es troba dormint a la paperera del condomini, també es desperta bruscament. Després d'incidents grotescos pel camí, la companyia arriba al pati d'un poble rural escampat entre la boira, on munta un patètic espectacle (l'inverosímil Espectacle de Màgia) enmig de gallines, oques i vaques. Mentrestant, l'empresari no fa més que devorar tot el que li passa, fins i tot les flors que li regalen els nens del lloc. Els espectadors, al principi només perplexos per la insípida posada en escena, després agafen pales i forques i obliguen els actors a una llarga i ruïnosa fugida a peu.
De tornada a casa esgotat, Colombo torna a ser rebutjat per la ballarina de la que n'està enamorat, que s'afanya a ajudar un veí. Aleshores decideix passar a l'acció, però, massa tímid per seduir a la noia, construeix un autòmat de control remot fet a la seva pròpia imatge. L'animatrònic s'envia al balcó, i finalment Colombo aconsegueix cridar l'atenció de la ballarina. Els dos van a la discoteca; Colombo, que es queda a casa per pilotar l'autòmat, segueix la vetllada en una pantalla i sembla que tot va bé fins que el sistema de control esclata: l'autòmat està encallat i contínuament demana dues copes al cambrer, assegut al costat de la noia ara completament borratxo.
Alertada per l'explosió, la noia que constantment arreplega draps es precipita a casa de Colombo. Ella expressa el seu gust per la seva casa alegre i extravagant, i després el convida a seguir-la a un magatzem ple de draps de colors. Allà els dos es tornen disfressar i rodar, després d'haver trobat finalment la felicitat d'una manera totalment inesperada.

## Repartiment
- Maurizio Nichetti: Colombo
- Angela Finocchiaro: la noia drap
- Edy Angelillo: la xicota del robot
- Lydia Biondi: la dona embarassada
- Roland Topor: El cap
- Giorgio White: El secretari del cap
- Giorgio Caldarelli: un dels Quelli di Grock
- Enrico Grazioli: un dels Quelli di Grock
- Heidi Hansen: una de les Quelli di Grock
- Claudio Intropido: un dels Quelli di Grock
- Maruska Mottlova: una de les Quelli di Grock
- Osvaldo Salvi: un dels Quelli di Grock
- Serena Sartori: una de les Quelli di Grock
- Dario Sereni: un dels Quelli di Grock
- Umberto Gallone: el professor de dansa
- Ione Greghi: la propietària del quiosc
- Luigi Ornaghi: un dels pagesos assistents a l'espectacle muntat a la masia

## Reconeixement
- Nastro d'argento
  - 1980 – Millor director novell.[4]